# Кардан (насељено место)
Кардан (фр. Cardan) је насељено место у Француској у региону Аквитанија, у департману Жиронда.
По подацима из 2011. године у општини је живело 440 становника, а густина насељености је износила 103,53 становника/km².

## Демографија
| 1962. | 1968. | 1975. | 1982. | 1990. | 2011. |
| ----- | ----- | ----- | ----- | ----- | ----- |
| 255   | 296   | 285   | 339   | 369   | 440   |